# لجنة الأمم المتحدة المعنية بوضع المرأة

شعار لجنة الأمم المتحدة المعنية بوضع المرأة.

لجنة الأمم المتحدة المعنية بوضع المرأة (بالإنجليزية:United Nations Commission on the Status of Women) هي لجنة فنية تابعة لمجلس الأمم المتحدة الاقتصادي والاجتماعي. هي لجنة تشغيلية من لجان المجلس الاقتصادي والاجتماعي التابع للأمم المتحدة، وتعد أحد أهم الأجهزة داخل الأمم المتحدة تأسست عام 1946، تم وصف لجنة وضع المرأة بكونها جهاز الأمم المتحدة من أجل تعزيز المساواة الجنسانية وتمكين المرأة. وعلى مدار سنوي، يجتمع ممثلي الدول الأعضاء في مقر الأمم المتحدة بمدينة نيويورك لتقييم التقدم فيما يتعلق بالمساواة بين الجنسين وتحديد التحديات ووضع معايير عالمية وصوغ سياسات عملية ومحددة بغية تعزيز المساواة الجنسانية والنهوض بالمرأة على صعيد عالمي. وفي شهر إبريل لعام 2017، قام المجلس الاقتصادي والاجتماعي التابع للأمم المتحدة بانتخاب ثلاثة عشر عضوًا في لجنة وضع المرأة لفترة مدتها أربع سنوات بدءًا من 2018 وحتى 2022. ونجد من بين هؤلاء الأعضاء المملكة العربية السعودية التي تعرضت للانتقاد بسبب معاملتها للمرأة.
تابعت وكالات الأمم المتحدة بنشاط فترات ولايتها لإدخال المرأة في نهج وبرامج ومؤتمرات التنمية، إذ أضحت النساء تشارك في اللجان التحضيرية وتصمم الاستراتيجيات وتعقد الاجتماعات وتتفاعل شبكيًا حول مختلف بنود جدول الأعمال التي يتم التفاوض عليها في اللجان المختلفة وتعمل كذلك كأعضاء من جماعات الضغط في المؤتمرات. تعد لجنة وضع المرأة أحد لجان الأمم المتحدة التي لا تقصر المشاركة على الولايات فقط. فعلى سبيل المثال، يمكن للمنظمات غير الحكومية أن تشارك في دورات اللجنة وتحضر الاجتماعات وحلقات النقاش وتنظم أنشطتها الموازية عن طريق لجنة المنظمات غير الحكومية بشأن وضع المرأة بنيويورك. ويعد هذا غاية في الأهمية خاصةً بالنسبة للمناطق المتنازع عليها مثل تايوان فهي ليست عضوًا في الأمم المتحدة لكن، في السنين الأخيرة، تمكنت منظمات غير حكومية من تايوان مثل تحالف تايوان الوطني لجمعيات المرأة من حضور دورات لجنة وضع المرأة.
تتكون لجنة وضع المرأة من ممثل واحد عن كل دولة من الدول الأعضاء الخامسة والأربعين الذين قام بانتخابهم المجلس الاقتصادي والاجتماعي علي أساس التوزيع الجغرافي العادل على النحو التالي: ثلاثة عشر عضوًا من إفريقيا وأحد عشر عضوًا من آسيا وتسعة أعضاء من أمريكا اللاتينية ودول الكاريبي وثمانية أعضاء من غرب أوروبا وولايات أخرى وأربعة أعضاء من شرق أوروبا. يتم انتخاب الأعضاء لولاية مدتها أربع سنوات. ومن بين أنشطة لجنة وضع المرأة، نجد أنها قد أعدت العديد من الاتفاقيات والإعلانات من بينها إعلان القضاء على التمييز ضد المرأة في عام 1967 والوكالات التي تهتم بالمرأة كصندوق الأمم المتحدة الإنمائي للمرأة والمعهد الدولي للبحث والتدريب من أجل النهوض بالمرأة. إن الموضوع ذي الأولوية للجنة لدورتها السابعة والخمسين في شهر مارس لعام 2013 كان منع جميع أشكال العنف ضد النساء والفتيات والقضاء عليها. في هذا الصدد، انعقد اجتماع فريق خبراء يحمل عنوان منع العنف ضد النساء والفتيات في مدينة بانكوك بتايلاند في الفترة من 17 وحتى 20 سبتمبر لعام 2012.

## العمل
في 1996، وَسَع المجلس الاقتصادي والاجتماعي في قراره 6/1996 ولاية اللجنة وقرر أنه يجب أن تتخذ دور سيادي في مراقبة واستعراض التقدم المحرز والمشاكل في تنفيذ إعلان ومنهاج عمل بكين، وفي تعميم المنظور الجنساني في أنشطة الأمم المتحدة. وعقب اعتماد خطة التنمية المُستدامة لعام 2030 في عام 2015، تسهم اللجنة الآن أيضًا في متابعة خط التنمية المستدامة لعام 2030 وذلك لتعجيل تحقيق المُساواة بين الجنسين وتمكين المرأة (قرار 6/2015 للمجلس الاقتصادي والاجتماعي).
وخلال الدورة السنوية للمجلس التي تستغرق أسبوعين يجتمع مُمَثلين الدول الأعضاء في الأمم المتحدة، مُنظمات المُجتَمَع المَدَني وكيانات الأمم المُتحدة في مَقر الأمم المُتحدة في نيويورك. يناقشوا التقدم المُحرز والفَجوات في تنفيذ إعلان ومنهاج عمل بكين لعام 1995، وثيقة السياسات العالمية الرئيسية بشأن المُساواة بين الجنسين، والدورة الاستثنائية الثالثة والعشرون للجمعية العَامة الذي عُقِد في عام 2000 (بكين+5)، بالإضافة إلى القضايا الناشئة التي تؤثر على المساواة بين الجنسين وتمكين المرأة. توافق الدول الأعضاء على المزيد من الإجراءات لتسريع التقدم وتعزيز تمتع المرأة بحقوقها في المَجَالات السياسية والاقتصادية والاجتماعية، وتُقَدم نتائج وتوصيات كُل دورة إلى المجلس الاقتصادي والاجتماعي للمتابعة.
تدعم هيئة الأمم المتحدة للمرأة جميع جوانب عَمَل اللجنة، وتُسَهِل الهيئة أيضًا جميع مُشاركات المُجتَمَع المدني.

### أساليب العمل
تعتمد الهيئة برامج العمل مُتعددة السنوات لتقييم التقدم المُحرَز وإجراء توصيات أُخرى لتعجيل تنفيذ منهاج العمل، وتتخذ تلك التوصيات شكل استنتاجات متفق عليها بشأن موضوع ذي أولوية.
وبموجب أساليب عملها الحالية، التي أنشأها المجلس الاقتصادي والاجتماعي في قراره 2015/6، في كل دورة:
- عَقْد جزء وزاري لتأكيد وتعزيز الالتزام السياسي بتحقيق المُساواة بين الجنسين وتمكين النساء والفتيات فضلًا عن حقوقهم الإنسانية وضمان مشاركة رفيعة المستوى وإبراز مداولات اللجنة؛
- الاشتراك في النقاشات العامة حول حالة المُساواة بين الجِنسين، تحديد الأهداف التي تم تحقيقها، الإنجازات التي تحققت والجهود الجارية لغلق الثَغرات ومواجهة التحديات المُتعلقة بالموضوع ذي الأولوية وموضوع الاستعراض.
- ينظر في موضوع واحد ذي أولوية استنادًا على إعلان ومنهاج عمل بكين ونتائج الدورة الاستثنائية الثالثة والعشرون للجمعية العَامة والروابط المُحتَملة لخطة التنمية المُستدامة لعام 2030؛
- تقييم الإنجازات في تنفيذ الاستنتاجات المتفق عليها من الدورات السابقة كموضوع استعراض؛
- تناول القضايا والاتجاهات الناشئة، ومناطق التركيز ونهج جديدة إزاء الأسئلة المؤثرة على موقف المرأة التي تتطلب النظر في الوقت المُناسب؛
- لعب دور حافز في التعميم الجنساني في نظام الأمم المتحدة وإسهام في المنظور الجنساني على عمل الحكومات الدولية الأخرى واللجان الفنية؛
- النظر في اجتماع مغلق لتقرير فريقه العامل المعني بالبلاغات؛
- الموافقة على المزيد من الإجراءات لترويج المُساواة بين الجنسين وتمكين المرأة باعتماد الاستنتاجات والقرارات المُتَفَق عليها؛
- وتخصيص الوقت المُخصص بالاحتفال باليوم العالمي للمرأة في 8 آذار / مارس، عندما يدخل في دورته.

#### برامج العمل مُتعددة السنوات
استحدثت اللجنة برنامج عمل متعدد السنوات لأول مرة في 1987، متضمنة موضوعات ذي أولوية للمناقشة والعمل في دوراتها السنوية، وفقًا لقرار المَجلس الاقتصادي والاجتماعي 24/1987. بعد ذلك، اُعتُمِدَت برامج العمل المُتعددة السَنوات في 1996 في قرار المجلس الاقتصادي والاجتماعي 6/1996، وفي 2001 في قرار المجلس الاقتصادي والاجتماعي 4/2001، وفي 2006 في قرار المجلس الاقتصادي والاجتماعي 9/2006، وفي 2009 في قرار المجلس الاقتصادي والاجتماعي 15/2009، وفي 2013 في قرار المجلس الاقتصادي والاجتماعي 18/2013، وفي 2016 في قرار المجلس الاقتصادي والاجتماعي 3/2016. منذ 2006، أضافت اللجنة موضوع استعراض سنوي لتقييم تنفيذ الاستنتاجات المُتَفَق عليها من الدورات السابقة.

### الموضوعات
- 2010: استعراض تنفيذ إعلان ومنهاج عمل بكين، ونتائج الدورة الاستثنائية الثالثة والعشرين للجمعية العامة، والمساهمة في تشكيل المنظور الجنساني نحو الإعمال الكامل للأهداف الإنمائية الألفية.
- 2011: موضوع ذو أولوية: وصول النساء والفتيات ومشاركتهن في التعليم والتدريب والعلوم والتكنولوجيا، بما في ذلك تعزيز فرص حصول المرأة على قدم المُساواة إلى العمالة الكاملة والعمل اللائق. موضوع المراجعة: إزالة كل أشكال التمييز والعنف ضد الطفلة، من الدورة الحادية والخمسين للجنة دور المرأة.
- 2012: موضوع ذو أولوية: تَمكين المرأة الريفية ودورها في القَضَاء على الجوع والفَقر، التنمية والتَحديات الراهنة. موضوع المراجعة: تمويل المساواة بين الجنسين وتمكين المرأة، من الدورة الثانية والخمسين للجنة الأمم المُتحدة المَعنية بالمرأة.
- 2013: موضوع ذو أولوية: القضاء على جميع أشكال العُنف ضد النساء والفتيات ومنعها. موضوع المراجعة: تقاسم المسؤوليات على قدم المساواة بين المرأة والرجل، بما في ذلك تقديم الرعاية في سياق فيروس نقص المناعة البشرية / الإيدز، من الدورة الثالثة والخمسين للجنة الأمم المُتحدة المَعنية بالمرأة.
- 2014: موضوع ذو أولوية: التحديات والإنجازات في تنفيذ الأهداف الإنمائية للألفية للنساء والفتيات. موضوع المراجعة: وصول ومشاركة النساء والفتيات في التعليم والتدريب والعلوم والتكنولوجيا، بما في ذلك تعزيز تكافؤ فرص حصول المرأة على العمالة الكاملة والعمل اللائق، من الدورة الرابعة والخمسين للجنة الأمم المُتحدة المَعنية بالمرأة.
- 2015: مُراجعة وتقييم تنفيذ إعلان ومنهاج عمل بكين ونتائج الدورة الاستثنائية الثالثة والعشرين للجمعية العامة، بما في ذلك التحديات الراهنة المؤثرة على تنفيذ منهاج العمل وتحقيق المساواة بين الجنسين وتمكين المرأة، بالإضافة إلى فرص تعزيز المساواة بين الجنسين وتمكين المرأة في خطة التنمية لما بعد عام 2015 من خلال إدماج منظور جنساني.
- 2016: موضوع ذو أولوية: تمكين المرأة وصِلة التنمية المُستدامة. موضوع المراجعة: القَضاء على جميع أشكال العُنف ضد النساء والفتيات ومنعها، من الدورة السابعة والخمسين للجنة الأمم المُتحدة المَعنية بالمرأة.
- 2017: موضوع ذو أولوية: تمكين المرأة اقتصاديًا في عالَم العمل المُتغير. موضوع المراجعة: التَحديات والإنجازات في تنفيذ الأهداف الإنمائية للألفية للنساء والفتيات، من الدورة الثامنة والخمسين للجنة الأمم المُتحدة المَعنية بالمرأة.
- 2018: موضوع ذو أولوية: التَحديات والفرص في تَحقيق المُساواة بين الجنسين وتَمكين النساء والفتيات الريفيات. موضوع المراجعة: مُشاركة المرأة في وسائط الإعلام وتكنولوجيا المعلومات والاتصالات وإمكانية حصولها عليها، وتأثيرها على النهوض بالمرأة وتمكينها واستخدامها كأداة للنهوض بالمرأة وتمكينها، من الدورة السابعة والأربعين للجنة الأمم المُتحدة المَعنية بالمرأة.
- 2019: موضوع ذو أولوية: نُظم الحماية الاجتماعية والحُصول على الخَدَمات العامة والبنية التحتية المُستدامة من أجل تحقيق المساواة بين الجنسين وتمكين النساء والفتيات. موضوع المراجعة: تَمكين المرأة وصِلة التنمية المُستدامة، من الدورة الستين للجنة الأمم المُتحدة المَعنية بالمرأة.

## المكتب
يضطلع مكتب لجنة وضع المرأة بدور مهم في التحضير لضمان إقامة الدورات السنوية للجنة بصورة ناجحة. وتدوم مدة عمل أعضاء المكتب لعامين.

## التاريخ
جتمعت لجنة الأمم المُتحدة المَعنية بالمَرأة لأول مرة في (ليك ساكسس  - Lake Success) في نيويورك في شباط / فبراير 1947، بعد وَقت قصير من إنشاء الأُمم المُتحدة. كان جميع ممثلي الحكومة الخمسة عشر من النساء. مُنذ إنشائها، حظيت اللجنة بدَعم وِحدة من الأُمم المُتحدة التي أصبحت لاحقًا شعبة النهوض بالمرأة في أمانة الأمم المتحدة. أقامت لجنة وَضع المرأة علاقة وَثيقة مَع المُنظمات غير الحُكومية ودعت المنظمات ذات المركز الاستشاري لدى المجلس الاقتصادي والاجتماعي التابع للأمم المتحدة إلى المشاركة بصفة مراقب.
من 1947 إلى 1962، رَكَزَت اللجنة على وَضع معايير وصياغة الاتفاقيات الدولية لتغيير التشريع التمييزي وتعزيز الوَعي العالمي بقضايا المرأة، وقد ساهمت لجنة وَضع المرأة في صياغة الإعلان العالمي لحقوق الإنسان الإشارة إلى «الرجال» كمرادف للبشرية، ونَجَحَت في إدخال لُغة جديدة أكثر شمولية.
بما أن تَدوين الحقوق القانونية للمرأة يحتاج إلى دَعم البيانات والتحليلات، شرعت اللجنة في إجراء تقييم عالمي لحالة المرأة. أنتجت بُحوث مستفيضة صورة مُفصلة لكل بلد على حدة لموقفها السياسي والقانوني والذي أصبح مع الوقت أساسًا لصياغة صكوك حقوق الإنسان.
صاغت اللجنة الاتفاقيات الدولية المُبكرة على حقوق المرأة، مثل اتفاقية 1953 بشأن الحُقوق السياسة للمرأة والذي كان أول صك من صكوك القانون الدولي للاعتراف بالحقوق للسياسية للمرأة وحمايتها، وأول اتفاقات دولية على حقوق المرأة في الزواج وهي اتفاقية عام 1957 المُتعلقة بجنسية المرأة المُتزوجة، واتفاقية 1962 المُتعلقة بالموافقة على الزواج، والحد الأدنى لسن الزواج، وتسجيل عقود الزواج. ساهمت اللجنة أيضًا في عمل مكاتب الأُمم المُتحدة مثل اتفاقية مُنظمة العمل الدولية لعام 1951 المُتعَلقة بالمساواة في الأجر بين العمال والعاملات عن العمل المتساوي القيمة الذي كَرس مبدأ الأجر المتساوي عن العمل المتساوي.
في 1963، أدت الجهود المَبذُولة لتوحيد المعايير المتعلقة بحقوق المرأة الجمعية العامة للأمم المتحدة إلى مطالبة اللجنة بصياغة إعلان بشأن القضاء على التمييز ضد المرأة الذي اعتمدته الجمعية في نهاية المَطاف عام 1967، والاتفاقية الملزمة قانونًا بشأن القضاء على جميع أشكال التمييز ضد المرأة (CEDAW) الذي صاغته اللجنة أيضًا في عام 1979. في 1999، أدخل البروتوكول الاختياري للاتفاقية الحق في تقديم التماسات إلى النساء ضحايا التمييز.
بينما كانت الأدلة تتراكم في الستينيات من القرن الماضي بأن النساء يتأثرن على نحو غير مناسب بالفقر، فإن عمل اللجنة يركز على احتياجات المرأة في المجتمع المحلي والتنمية الريفية، والعمل الزراعي، وتنظيم الأُسرة، والتقدم العلمي والتكنولوجي. شجعت اللجنة منظومة الأُمم المُتحدة في توسيع مساعدتها التقنية لتعزيز النهوض بالمرأة خصوصًا في الدول النامية.
في 1972، من أجل الاحتفال بالذكرى السنوية الخامسة والعشرين، أوصت اللجنة بأن تعين عام 1975 السنة الدولية للمرأة - وهي فكرة صَدَّقت عليها الجمعية العامة للفت الانتباه إلى مساواة المرأة بالرجل ومساهمتها في التنمية والسلام، وقد تميز هذا العام بعقد المؤتمر العالمي الأول المعني بالمرأة في مدينة مكسيكو، يليها عقد الأمم المتحدة للمرأة في الفترة 1976-1985: المساواة والتنمية والسلام، وعُقِدت مؤتمرات عالمية إضافية في كوبنهاجن عام 1980 ونيروبي عام 1985. وأنشئت مكاتب جديدة للأمم المتحدة مخصصة للمرأة، ولا سيما صندوق الأمم المتحدة الإنمائي للمرأة (UNIFEM) والمعهد الدولي للبحث والتدريب من أجل النهوض بالمرأة (INSTRAW).
في 1987، كجزء مِن مُتابعة المؤتمر العالمي الثالث المعني بالمرأة في نيروبي، تَوَلت اللجنة زمام المُبادرة في تنسيق وتعزيز عمل منظومة الأُمم المُتحدة في القَضَايا الاقتصادية والاجتماعية مِن أجل تَمكين المرأة، وتحولت جهودها إلى تَعزيز قضايا المرأة باعتبارها قضايا شاملة وجزء من التيار الأساسي، بدلًا من اعتبارها شواغل مُنفصلة، وفي نفس الفترة ساعدت اللجنة على جعل العنف ضد المرأة في مقدمة المناقشات الدولية للمرة الأولى، وأسفَرَت تِلك الجُهُود في الإعلان المتعلق بالقضاء على العنف ضد المرأة الذي اعتمدته الجمعية العامة في العشرين من ديسمبر عام 1993. في 1994، تم تعيين مقرر خاص للأمم المتحدة معني بالعنف ضد المرأة وأسبابه وعواقبه من قِبَل لجنة حقوق الإنسان مع تكليف بالتحقيق في جميع جوانب العنف ضد المرأة والإبلاغ عنها.
عملت اللجنة بوصفها الهيئة التحضيرية للمؤتمر العالمي الرابع المعني بالمرأة لعام 1995 الذي اعتمد إعلان ومِنهاج عمل بكين. كَلَفت الجمعية العامة بَعد هذا المؤتمر اللجنة لتلعب دور مركزي في مراقبة تنفيذ إعلان ومِنهاج عمل بكين وتقديم المشورة للمجلس الاقتصادي والاجتماعي وفقا لذلك، وعلى النحو المطلوب في منهاج العمل، أُنشئ مكتب إضافي للأُمم المُتحدة لتعزيز المُساواة بين الجنسين: ومكتب المستشارة الخاصة للقضايا الجنسانية والنهوض بالمرأة (OSAGI).
في 2011، أُدرجت الأجزاء الأربعة من منظومة الأمم المتحدة المذكورة في هذه الصفحة - شعبة النهوض بالمرأة (DAW) والمعهد الدولي للبحث والتدريب من أجل النهوض بالمرأة (INSTRAW) ومكتب المستشارة الخاصة للقضايا الجنسانية والنهوض بالمرأة (OSAGI) وصندوق الأمم المتحدة الإنمائي للمرأة (UNIFEM)- لتصبح هيئة الأمم المتحدة للمرأة، وهي الآن أمانة لجنة مركز المرأة.

### الخمسة عشر عضوًا أصليًا في لجنة وضع المرأة
1. جيسى مارى جراى ستريت، من أستراليا
2. إفدوكيا أورالوفا، من جمهورية بيلاروسيا الاشتراكية السوفيتية
3. واى سونج نيو، من جمهورية الصين الشعبية
4. جارسييلا موراليس ف. دى إشيفيريا، من كوستاريكا
5. بوديل بيجتراب، من الدنمارك
6. مارى هيلين لوفوشوه، من فرنسا
7. سارة باستيريتشيا راميريز، من جواتيمالا
8. شريفة حامد على، من الهند
9. أماليا سى دى كاستيلو ليدون، من المكسيك
10. أليس كاندلفت كوزما، من سوريا
11. ميهرى بيكتاس، من تركيا
12. إليزافييتا أليكسيفنا بوبوفا، من اتحاد الجمهوريات الاشتراكية السوفيتية
13. مارى سوذرلاند، من المملكة المتحدة
14. دوروثى كينيون، من الولايات المتحدة
15. إيزابيل دى أوردانيتا، من فنزويلا

### الحقوق الإنجابية واللجنة

#### العمل المبكر واتفاقية القضاء على جميع أشكال التمييز ضد المرأة
بدأت اللجنة في العمل بعد إنشائها في عام 1946 لتعرض بشكل مباشر حقوق المرأة على الساحة الدولية. وتم تحقيق ذلك من خلال مجموعة متنوعة من الوسائل وأكثرها شيوعًا هي محاولات جمع معلومات يتضح فيها التمييز ضد المرأة.وبالاقتران مع الحركة النسائية العالمية الناشئة، قامت الأمم المتحدة ولجنة وضع المرأة بتسمية الفترة من 1976 وحتى 1985 بعنوان «عقد الأمم المتحدة للمرأة». في هذا الوقت، تم إدخال الحقوق الإنجابية في الإجراءات المركزية للجنة حيث دخلت اتفاقية القضاء على جميع أشكال التمييز ضد المرأة حيز التنفيذ في عام 1981. وقد نصت، فيما يتعلق بالحقوق الإنجابية، على أنه لا يتعين أن يكون الإنجاب أساس للتمييز، كما أقرت بالآثار الاجتماعية المترتبة على الأمومة ونصت على أن رعاية الأطفال وحماية الأمومة هي حقوق متكاملة لا تتجزأ ويتعين أن تشمل كافة مجالات حياة النساء. تعد اتفاقية القضاء على جميع أشكال التمييز ضد المرأة المعاهدة العالمية الوحيدة بشأن حقوق الإنسان التي تشير علنًا لتنظيم الأسرة، ونصت على أنه من حقوق الإنسان للمرأة أن تقرر بحرية ومسئولية عدد أبنائها والفترات الفاصلة بين الولادة وتوقيتها وأن تمتلك حق الحصول على المعلومات والتعليم والوسائل التي تسمح لها بممارسة هذه الحقوق، وأن أي دولة طرف في المعاهدة تعد ملزمة بتقديم تعليم بشأن تنظيم الأسرة والحقوق الإنجابية، بما في ذلك الأشكال المتعددة من وسائل منع الحمل.
ويمثل كل من الإجهاض القصرى والتعقيم انتهاكًا للمعاهدة. فشلت الولايات المتحدة في التصديق على اتفاقية القضاء على جميع أشكال التمييز ضد المرأة. وعلاوة على الاتفاقية، بذلت لجنة وضع المرأة جهودًا أخرى عديدة لتناول مسألة الحقوق الإنجابية. وفي خلال هذه الفترة، قامت اللجنة بعقد أربعة مؤتمرات عالمية للنساء لتتناول القضايا بما فيها قضية الحقوق الإنجابية وكانت مواقع هذه المؤتمرات بمدن مكسيكو في عام 1975 وكوبنهاجن في عام 1980 ونيروبي في عام 1985.

#### المؤتمر العالمي الرابع المعني بالمرأة ومنهاج عمل بكين
وفي عام 1995، عقدت اللجنة المؤتمر العالمي الرابع للعمل، المعروف بإعلان ومنهاج عمل بكين لعام 1995، وأعقب ذلك ثلاثة مؤتمرات أخرى تتناول احتياجات وحقوق المرأة في جميع أنحاء العالم. وقد أشاد مركز الحقوق الإنجابية بمنتدى بيكين بأنه «أوسع تعريف شامل للالتزامات الدولية المتعلقة بحقوق الإنسان للمرأة»، حيث إنه يشدد بشكل خاص على الحقوق الإنجابية من خلال تشريعاته المتعلقة بتنظيم الأسرة والتي تنص على أنه من حق جميع النساء «أن يتم إعلامهن وأن يتاح لهن الحصول على أساليب تنظيم الأسرة المأمونة والفعالة والميسورة والمقبولة فضلًا عن الطرق الأخرى التي يختارونها لتنظيم الخصوبة التي لا تتعارض مع القانون». ويحث المنهاج الحكومات على وجه التحديد على إعادة تقييم التدابير العقابية المفروضة في حالات الإجهاض، وتوفير تنظيم للأسرة، ومجموعة من وسائل منع الحمل كبدائل للإجهاض، فضلًا عن رعاية ذات نوعية جيدة بعد الإجهاض. كما يعرض المنهاج الحمل الآمن والصحي بوصفه حقًا من حقوق الإنسان ينبغي تحقيقه من خلال الموارد الجيدة والرعاية الصحية المتاحة لجميع النساء بغض النظر عن الوضع الاقتصادي. قال بعض الباحثين أن المنهاج عمل على تعقيد مسائل الرعاية الجنسية للمراهقين وتعقيدات أخرى ناجمة عن فيروس نقص المناعة البشرية ومرض الإيدز.

#### الحقوق الإنجابية في القرن الواحد والعشرين
منذ الألفية الجديدة، اتخذت لجنة وضع المرأة أيضًا إجراءات لإدماج الحقوق الإنجابية في الساحة الدولية من خلال وضع الأهداف الإنمائية للألفية، وتحديدًا الهدف الخامس الذي يحقق الوصول الشامل إلى الصحة الإنجابية. وفي عام 2005، أضافت الأمم المتحدة حكمًا إلى هذا الهدف الخامس والذي يهدف إلى «تحقيق الحصول الشامل على الرعاية الصحية الإنجابية بحلول عام 2015» الذي يحدده انتشار وسائل منع الحمل ومعدلات ولادة المراهقين واستخدام الرعاية السابقة للولادة والفشل في الحصول على وسائل تنظيم الأسرة. كما تشير الاتفاقيات المنشورة من الدورة السابعة والخمسين في عام 2013 للجنة وضع المرأة إلى أهمية الحقوق الإنجابية كحقوق الإنسان والحصول على الرعاية الإنجابية الآمنة كوسيلة لحل مسألة العنف ضد المرأة. ويوضح الإعلان أيضًا هذه الرعاية كوسيلة لمنع العنف في المستقبل، ويعترف بالعوامل المنهجية وكيفية تأثيرها على الرعاية والحقوق الإنجابية. في الآونة الأخيرة، أعادت لجنة وضع المرأة تأكيد وضعها في الأولوية التعليم الجنسي والحقوق الإنجابية والعدالة الإنجابية لجميع النساء، بما في ذلك استخدام خيارات تنظيم الأسرة الحديثة (مما يشمل مجموعة من خيارات منع الحمل) من خلال نشر إعلانها للاتفاقات عام 2014.

## تقارير الدورات
- الدورة التاسعة والخمسون CSW59 لعام 2015
- الدورة الثامنة والخمسون CSW58 لعام 2014
- الدورة السابعة والخمسون CSW57 لعام 2013
- الدورة السادسة والخمسون CSW56 لعام 2012
- الدورة الخامسة والخمسون CSW55 لعام 2011
- الدورة الرابعة والخمسون CSW54 لعام 2010
- الدورة الثالثة والخمسون CSW53 لعام 2009
- الدورة الثانية والخمسون CSW52 لعام 2008
- الدورة الواحدة والخمسون CSW51 لعام 2007
- الدورة الخمسون CSW50 لعام 2006
- الدورة التاسعة والأربعون CSW49 لعام 2005
- الدورة الثامنة والأربعون CSW48 لعام 2004
- الدورة السابعة والأربعون CSW47 لعام 2003
- الدورة السادسة والأربعون CSW46 لعام 2002
- الدورة الخامسة والأربعون CSW45 لعام 2001
- الدورة الرابعة والأربعون CSW44 لعام 2000
- الدورة الثالثة والأربعون CSW43 لعام 1999
- الدورة الثانية والأربعون CSW42 لعام 1998
- الدورة الواحدة والأربعون CSW41 لعام 1997
- الدورة الأربعون CSW40 لعام 1996
- الدورة التاسعة والثلاثون CSW39 لعام 1995
- الدورة الثامنة والثلاثون CSW38 لعام 1994
- الدورة السابعة والثلاثون CSW37 لعام 1993
- الدورة السادسة والثلاثون CSW36 لعام 1992

## روابط خارجية
- الموقع الرسمي